# Bruckmühl

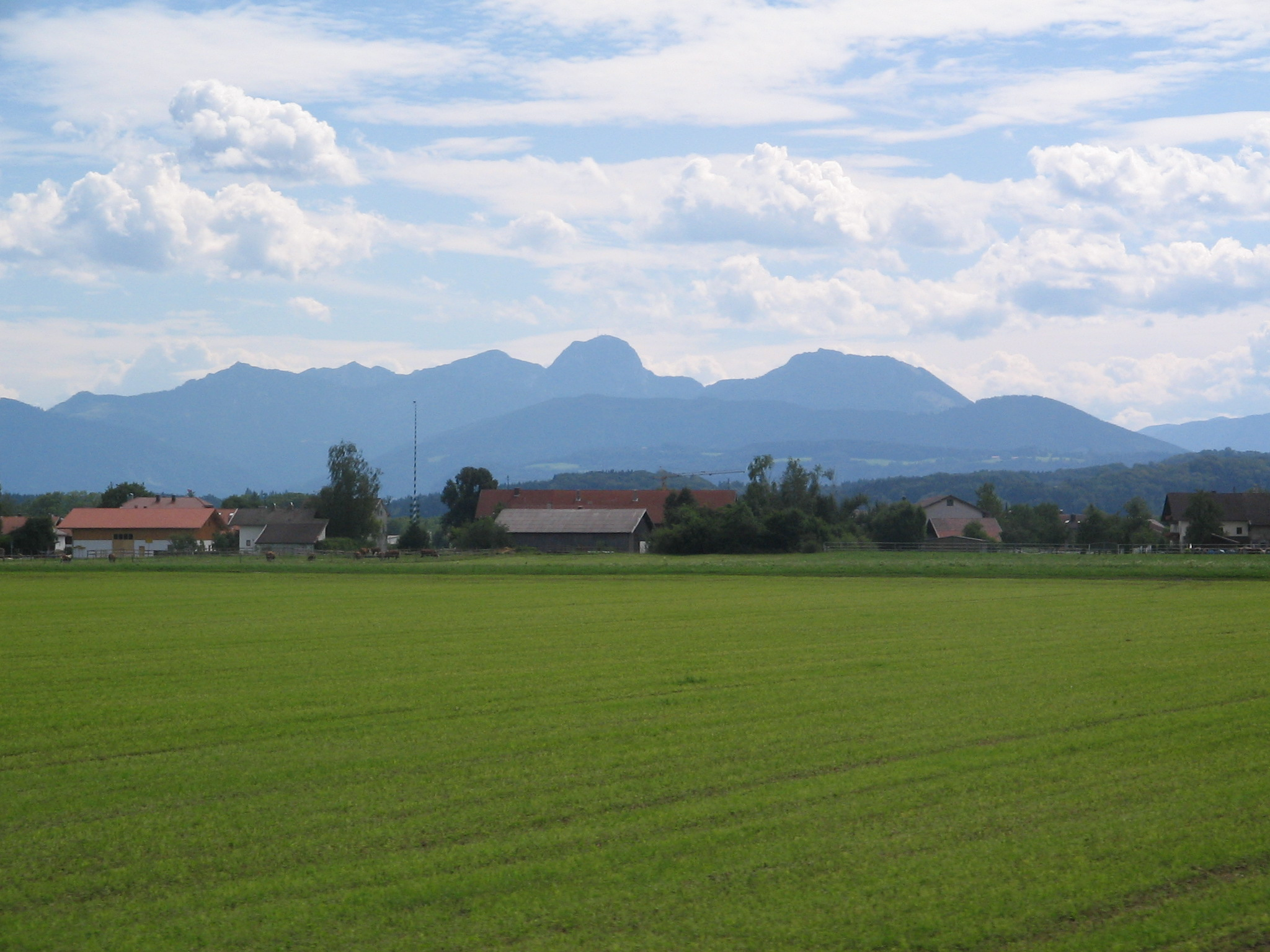
Tổng thể

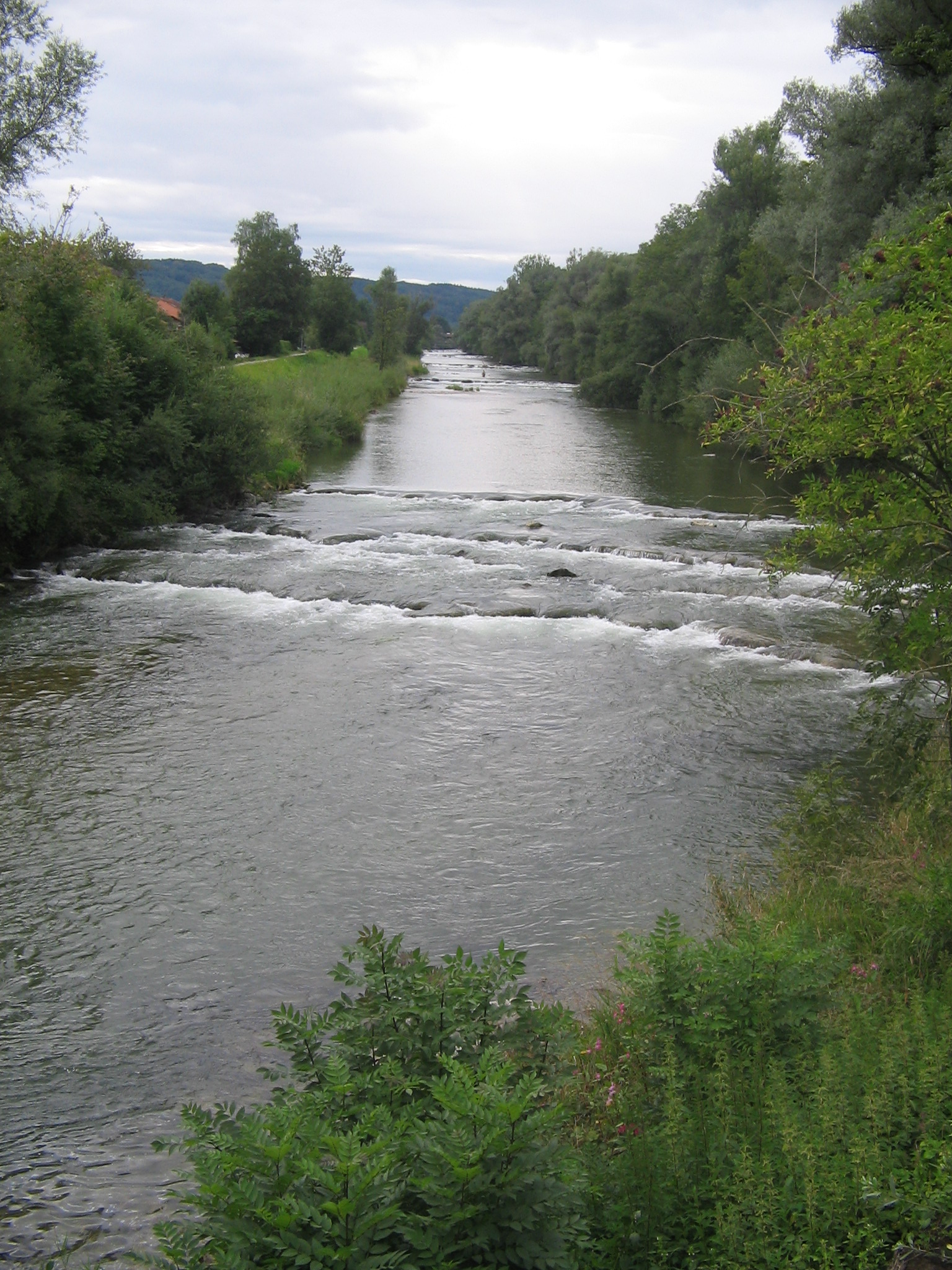
Mangfall

Bruckmühl là một phố chợ ở huyện Rosenheim, bang Bayern, Đức. Đô thị này tọa lạc bên sông Mangfall, 16 km về phía bắc của Rosenheim.